# Île de Keller
Pour les articles homonymes, voir Keller.
 (juillet 2025).
Si vous disposez d'ouvrages ou d'articles de référence ou si vous connaissez des sites web de qualité traitant du thème abordé ici, merci de compléter l'article en donnant les références utiles à sa vérifiabilité et en les liant à la section « Notes et références ».
L'île de Keller est une île de France située en Bretagne, dans la mer d'Iroise, juste au nord de l'île d'Ouessant.

## Géographie

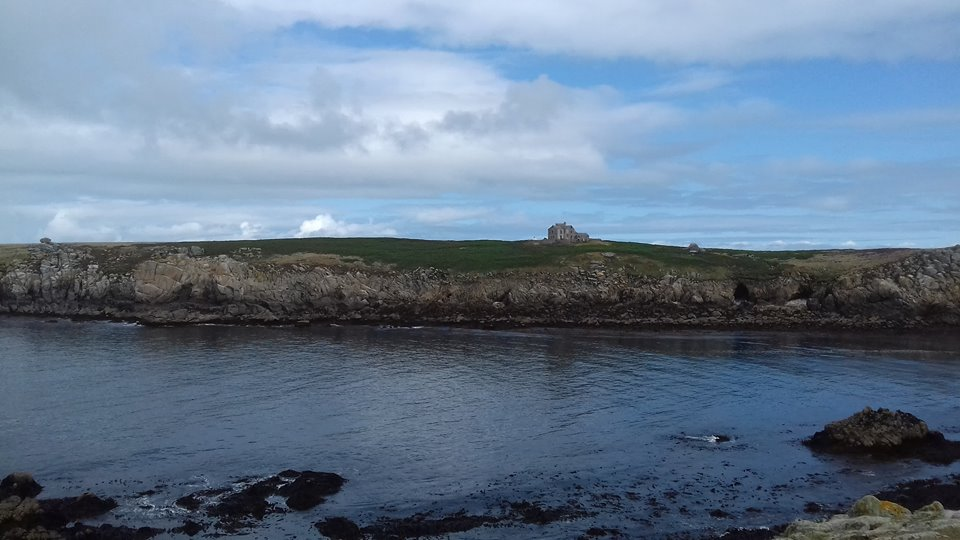
Vue de l'île de Keller, depuis le point le plus proche sur l'île d'Ouessant. On distingue la bergerie au centre, unique bâtiment de l'île.

L'île de Keller est située à l'extrémité de la Bretagne, à l'entrée de la Manche. Elle se trouve juste au nord de l'île d'Ouessant, en face de la petite pointe de Penn ar Ru Meur dont elle est séparée par un petit chenal siège de puissants raz. Elle est baignée à l'est par la baie de Béninou délimitée à l'ouest par la pointe orientale de l'île de Keller et la pointe de Penn ar Ru Meur sur l'île d'Ouessant ainsi qu'à l'est par la pointe de Penn ar Men du.
De forme allongée dans le sens est-ouest pour 0,28 km2 de superficie, elle comporte à son extrémité occidentale la petite péninsule de Keller Vihan. Ses côtes rocheuses rendent son accès difficile. Une bonne partie de l'île se situe au-dessus de 25 mètres d'altitude et elle culmine à 31 mètres. Dénudée, le seul bâtiment de l'île est une ancienne bergerie reconvertie en habitation.
Le seul accès à l'île se fait par la côte sud où un escalier relie le littoral au plateau. Aucun débarcadère aménagé ne permet d'y accoster autrement que de façon brève et par beau temps.
Cette île est très connue des ornithologues pour sa richesse animalière avec la présence d'huîtriers pies, de tournepierres à collier, de guillemots à miroir ou encore de cormorans.

## Histoire
Longtemps propriété de l'État, l'intérieur de l'île est vendu à un particulier au début du XXe siècle à un membre de la famille Keller qui renommera alors l’île en son nom. 
L'île fut particulièrement touchée lors du naufrage de l'Olympic Bravery, un pétrolier libérien qui s'échoua à proximité le 24 janvier 1976. Le navire se brisa finalement le 13 mars, après plusieurs tentatives infructueuses pour le dégager, relâchant en pleine mer plus de 800 tonnes de fioul lourd.

### Webographie
- Notices d'autorité :   - VIAF